# Not Another Teen Movie - Music From The Motion Picture
Not Another Teen Movie - Music From The Motion Picture è la colonna sonora del film Non è un'altra stupida commedia americana pubblicata nel 2001, in concomitanza con l'uscita della pellicola nelle sale cinematografiche. 
L'album è stato pubblicato in formato CD dall'etichetta discografica Maverick. Nel 2017 è stato ristampato in LP dalla Enjoy The Ride Records/Brookvale Records per il mercato statunitense.

## Tracce
1. Marilyn Manson – Tainted Love – 3:22
2. Smashing Pumpkins – Never Let Me Down Again – 4:00
3. Orgy – Blue Monday – 4:26
4. System of a Down – The Metro – 2:59
5. Scott Weiland – But Not Tonight – 4:50
6. Saliva – Message of Love – 3:49
7. Stabbing Westward – Bizarre Love Triangle – 3:43
8. Goldfinger – 99 Red Balloons – 4:02
9. Mest – I Melt With You – 3:19
10. Good Charlotte – If You Leave – 2:44
11. Muse – Please, Please, Please Let Me Get What I Want – 1:58
12. Phantom Planet – Somebody's Baby – 2:52

Tracce non incluse nell'album ma presenti nel film
1. Good Charlotte – I Want Candy
2. The Revs – Turning Japanese
3. Oh! Yeah (Yello)
4. Chris Evans – Janie's Got a Gun (a cappella)
5. The A-Team Theme
6. My Hero (Foo Fighters)
7. Let's Go (The Cars)
8. Pacific Coast Party (Smash Mouth)
9. True (Spandau Ballet)